# Microcystina
Microcystina is een geslacht van weekdieren uit de klasse van de Gastropoda (slakken).

## Soorten
- Microcystina appendiculata (Möllendorff, 1893)
- Microcystina callifera Vermeulen, Liew & Schilthuizen, 2015
- Microcystina consobrina Van Benthem Jutting, 1959
- Microcystina gerritsi van Benthem Jutting, 1964
- Microcystina gratilla Van Benthem Jutting, 1950
- Microcystina microrhynchus Vermeulen, Liew & Schilthuizen, 2015
- Microcystina muscorum Van Benthem Jutting, 1959
- Microcystina physotrochus Vermeulen, Liew & Schilthuizen, 2015
- Microcystina planiuscula Vermeulen, Liew & Schilthuizen, 2015
- Microcystina sinica Möllendorff, 1885
- Microcystina striatula Vermeulen, Liew & Schilthuizen, 2015